# 第61屆金馬獎
第61屆金馬獎，是2024年華語電影業界的年度盛事，表揚年度傑出華語電影作品與電影工作者。
本屆金馬獎最佳劇情短片、最佳紀錄短片及最佳動畫短片競賽報名日期為2024年6月1日至6月30日；最佳劇情長片、最佳紀錄片及最佳動畫長片競賽報名日期則為2024年7月1日至7月31日。入圍名單於同年10月2日公布。

## 播出時間

### 電視直播
| 頻道             | 所在地           | 播出日期       | 播出時間                                            |
| ---------------- | ---------------- | -------------- | --------------------------------------------------- |
| 台視主頻         | 中華民國（臺灣） | 2024年11月23日 | 17:20 - 19:00（星光大道） 19:00 - 00:00（頒獎典禮） |
| 台視綜合台       | 中華民國（臺灣） | 2024年11月23日 | 17:20 - 19:00（星光大道） 19:00 - 00:00（頒獎典禮） |
| HUB都會台        | 新加坡           | 2024年11月23日 | 17:20 - 19:00（星光大道） 19:00 - 00:00（頒獎典禮） |
| Astro QJ         | 马来西亚 ·       | 2024年11月23日 | 17:20 - 19:00（星光大道） 19:00 - 00:00（頒獎典禮） |
| 中天電視海外頻道 | 美国             | 2024年11月23日 | 17:20 - 19:00（星光大道） 19:00 - 00:00（頒獎典禮） |
| KTSF             | 美国（舊金山）   | 2024年11月23日 | 17:20 - 19:00（星光大道） 19:00 - 00:00（頒獎典禮） |

### 網路平台
| 頻道          | 所在地                               | 播出日期       | 播出時間                                            |
| ------------- | ------------------------------------ | -------------- | --------------------------------------------------- |
| MyVideo       | 中華民國（臺灣）                     | 2024年11月23日 | 17:20 - 19:00（星光大道） 19:00 - 00:00（頒獎典禮） |
| LINE TODAY    | 中華民國（臺灣）                     | 2024年11月23日 | 17:20 - 19:00（星光大道） 19:00 - 00:00（頒獎典禮） |
| 金馬獎YouTube | 臺灣、新加坡、馬來西亞、汶萊以外地區 | 2024年11月23日 | 17:20 - 19:00（星光大道） 19:00 - 00:00（頒獎典禮） |

## 舉辦過程

### 日程
- 獎項報名日期：2024年6月1日至6月30日（劇情短片、紀錄短片及動畫短片類）、2024年7月1日至7月31日（劇情片、紀錄片及動畫長片類）
- 公布入圍名單：2024年10月2日[1]
- 金馬電影學院：2024年10月21日至11月23日
- 金馬國際影展：2024年11月07日至11月24日
- 金馬創投會議：2024年11月18日至11月20日
- 入圍酒會：2024年11月22日
- 頒獎典禮：2024年11月23日

### 人物（地點）

#### 主席與導師
- 金馬影展執委會主席：李屏賓
- 金馬獎評審團主席：譚家明
- 金馬電影學院院長：廖慶松
- 金馬電影學院導師：邱陽、曾威量

#### 主持與旁白串場
- 入圍名單公布記者會主持人：聞天祥
- 入圍名單公布記者會「年度台灣傑出電影工作者」得主揭曉人：聞天祥
- 典禮節目總監：
- 星光大道主持人：楊千霈、徐鈞浩、王渝萱
- 頒獎典禮主持人：劉冠廷
- 頒獎典禮司儀：賈培德
- 頒獎典禮入圍影片旁白：劉若英
- 遞獎大使：王碩瀚、林宴慈、張豐豪
- 頒獎地點：臺北市臺北流行音樂中心

#### 影像剪輯與編製
- 「金馬61」主視覺：混合編碼工作室 MixCode Studio X 余靜萍
- 入圍影片集錦：林雍益
- 致敬「終身成就獎」得主「鄭佩佩」影片 ：楊雅喆
- 致敬「終身成就獎」得主「林文錦」影片 ：楊力州
- 致敬「年度台灣傑出電影工作者」資深噴畫師「李錫堅」影片 ： 陳大璞、黃冠鈞

## 評選過程

### 入围過程
关于这次最佳男主角的入围，闻天祥表示，《青春18×2 通往有你的旅程》许光汉、《默视录》巫建和、《蓝色太阳宫》李康生、《鬼才之道》陈柏霖、《角頭-大橋頭》龙天翔、《破浪男女》吴慷仁、《我谈的那场恋爱》张天赋都有票数，但讨论到最后的是《漂亮朋友》徐刚。
女主角方面，有被讨论的包括《虎毒不》谈善言、《浅浅岁月》叶童、《鬼才之道》王净、《摇篮凡世》廖子妤、《爱的噩梦》项婕如、《春行》杨贵媚，但最大遗珠是一票之差的《破浪男女》刘主平，从眼睛动作到动作尺度都有很精彩演出。
男配角的最大遺珠是《角頭-大橋頭》張懷秋、《漂亮朋友》薛寶鶴，其他遗珠则有《从今以后》太保、《余烬》金士傑、《余烬》劉冠廷、《破浪男女》柯煒林、《刺心切骨》曹佑寧、《莎莉》李英宏、《虫》游安顺。在女配角部分，《女兒的女兒》林嘉欣、《鬼才之道》姚以緹、《鬼才之道》百白、《夜校女生》季芹都有被納入討論，但最後沒能闖關成功。本屆也是至今最多非華語地區出身的電影工作者入圍的一屆（包含泰國、印度、日本與法國等）。
在最佳剧情长片方面，除了已经入围的，其他有被討論及得到票數的还包括《餘燼》、《小雁與吳愛麗》、《白衣蒼狗》、《女兒的女兒》、《香巴拉》。

### 決選過程
金馬執委會執行長聞天祥典禮後表示，典禮一星期前，評審譚家明因腰傷舊疾復發，無法參與決選討論，評審團最後討論出由2屆最佳美術設計得主黃美清擔任召集人，最後有16名評審投票。
最佳男主角入方面，評審們認為《春行》喜翔肢體與神情都自然老練，《餘燼》張震在文武戲方面都有精準沉穩的表現，《看我今天怎麼說》游學修手語演出帶動身體表演且有推動力，《白衣蒼狗》萬洛普·隆甘迦（Wanlop Rungkumjad）掌握寫實度上面，做了細膩呈現，而《漂亮朋友》張志勇則呈現中年深櫃的模樣，既能展現出情欲又俏皮，游學修跟張志勇進入最後一輪討論，最後由張志勇獲勝。
最佳女主角方面，評審認為張艾嘉《女兒的女兒》不論是女兒或是母親的角色都表現得恰如其分；吳君如在《我談的那場戀愛》則以擅長的喜劇帶出更高層次，兩人都有支持者，並有評審想為2人翻盤，但鍾雪瑩在《看我今天怎麼說》飾演聾人，角色的心境轉變富有層次，仍由鍾雪瑩摘下影后桂冠。
最佳男配角獎的討論最為激烈，共有4輪討論，最後由《角頭－大橋頭》施名帥摘獎，而曾國城則成為撐到最後的競爭者。
最佳劇情片方面，評審團很快將最終獲獎者聚焦在《一部未完成的電影》跟《漂亮朋友》，前者電影敘事邏輯虛實交錯、媒材運用自如、讓戲劇性的時刻充滿張力，有勇氣、有辯證，對社會和自己都有高度反思，《漂亮朋友》則是一部奇妙的作品，殘酷中捕捉的每個瞬間 非常精彩。而最佳導演也主要是這兩部作品在討論，不過還加入《鬼才之道》的徐漢強，是非常成熟的類型作品，不過最後兩個獎項都是最後婁燁勝出。不少中國網友在社群平台發文，認為婁燁實至名歸，並讚揚金馬獎有格局與胸襟。

## 入圍暨得獎名單
下列之標記為該獎項之得獎者。

## 提名及得獎

### 多項提名
下列21部影片獲得多項提名。
| 數量 | 電影名稱                    | 提名獎項 |
| ---- | --------------------------- | --- |
| 11   | 《鬼才之道》                | 最佳劇情片、最佳導演、最佳女配角、最佳原著劇本、最佳視覺效果、最佳美術設計、最佳造型設計、最佳動作設計、最佳原創電影音樂、最佳原創電影歌曲、最佳音效 |
| 8    | 《小雁與吳愛麗》            | 最佳女主角、最佳男配角、最佳女配角、最佳原著劇本、最佳攝影、最佳美術設計、最佳造型設計、最佳剪輯                                                     |
| 8    | 《漂亮朋友》                | 最佳劇情片、最佳導演、最佳男主角、最佳原著劇本、最佳攝影、最佳原創電影音樂、最佳原創電影歌曲、最佳剪輯                                               |
| 7    | 《白衣蒼狗》                | 最佳男主角、最佳新導演、最佳男配角、最佳女配角、最佳攝影、最佳美術設計、最佳音效                                                                     |
| 6    | 《默視錄》                  | 最佳劇情片、最佳導演、最佳男配角、最佳原著劇本、最佳原創電影音樂、最佳音效                                                                           |
| 5    | 《餘燼》                    | 最佳男主角、最佳男配角、最佳美術設計、最佳造型設計、最佳原創電影歌曲                                                                                 |
| 5    | 《女兒的女兒》              | 最佳女主角、最佳女配角、最佳原著劇本、最佳造型設計、最佳原創電影歌曲                                                                                 |
| 4    | 《從今以後》                | 最佳劇情片、最佳導演、最佳女主角、最佳剪輯 |
| 4    | 《青春18×2 通往有你的旅程》 | 最佳改編劇本、最佳攝影、最佳原創電影音樂、最佳原創電影歌曲                                                                                           |
| 4    | 《角頭－大橋頭》            | 最佳男配角、最佳改編劇本、最佳視覺效果、最佳動作設計                                                                                                 |
| 3    | 《BIG》                     | 最佳女配角、最佳新演員、最佳視覺效果 |
| 3    | 《看我今天怎麼說》          | 最佳男主角、最佳女主角、最佳音效 |
| 3    | 《一部未完成的電影》        | 最佳劇情片、最佳導演、最佳剪輯 |
| 2    | 《由島至島》                | 最佳紀錄片、最佳音效 |
| 2    | 《XiXi》                    | 最佳紀錄片、最佳剪輯 |
| 2    | 《空房間裡的女人》          | 最佳新導演、最佳新演員 |
| 2    | 《春行》                    | 最佳男主角、最佳新導演 |
| 2    | 《沃土》                    | 最佳改編劇本、最佳美術設計 |
| 2    | 《破浪男女》                | 最佳新演員、最佳動作設計 |
| 2    | 《我談的那場戀愛》          | 最佳女主角、最佳新導演 |
| 2    | 《香巴拉》                  | 最佳攝影、最佳造型設計 |

### 單項提名
下列23部影片獲得單項提名。
| 提名數量 | 電影名稱             | 提名獎項         |
| -------- | -------------------- | ---------------- |
| 1        | 《雪水消融的季節》   | 最佳紀錄片       |
| 1        | 《種土》             | 最佳紀錄片       |
| 1        | 《青春（苦）》       | 最佳紀錄片       |
| 1        | 《莎莉》             | 最佳新演員       |
| 1        | 《三個羯子》         | 最佳新導演       |
| 1        | 《優雅的相遇》       | 最佳新演員       |
| 1        | 《蟲》               | 最佳原創電影音樂 |
| 1        | 《武替道》           | 最佳動作設計     |
| 1        | 《加減乘》           | 最佳動畫短片     |
| 1        | 《化》               | 最佳動畫短片     |
| 1        | 《房間裡的你》       | 最佳動畫短片     |
| 1        | 《死囡仔》           | 最佳動畫短片     |
| 1        | 《喵十一》           | 最佳動畫短片     |
| 1        | 《哦瑪》             | 最佳紀錄短片     |
| 1        | 《野生之路》         | 最佳紀錄短片     |
| 1        | 《顏色擷取樣本.mov》 | 最佳紀錄短片     |
| 1        | 《慧童》             | 最佳紀錄短片     |
| 1        | 《鄒幸彤－獄中信》   | 最佳紀錄短片     |
| 1        | 《燃夜》             | 最佳劇情短片     |
| 1        | 《九月的四個星期天》 | 最佳劇情短片     |
| 1        | 《A面：我的一天》    | 最佳劇情短片     |
| 1        | 《囚犬》             | 最佳劇情短片     |
| 1        | 《金魚缸小姐》       | 最佳劇情短片     |

### 得獎統計
本屆獎項當中，總計7部台灣電影獲得12座獎項，1部法國電影獲得3座獎項，2部香港電影獲得2座獎項，1部新加坡、德國合製的電影獲得2座獎項，1部香港、台灣合製的電影獲得1座獎項，1部台灣、新加坡、法國合製的電影獲得1座獎項，1部中國大陸、荷蘭合製的電影獲得1座獎項，1部新加坡、台灣、法國、美國合製的電影獲得1座獎項。
| 得獎數量 | 電影產地                    | 電影名稱             | 得獎獎項                                                                 |
| -------- | --------------------------- | -------------------- | ------------------------------------------------------------------------ |
| 5        | 臺灣                        | 《鬼才之道》         | 最佳視覺效果、最佳美術設計、最佳造型設計、最佳動作設計、最佳原創電影歌曲 |
| 3        | 中国大陆 · 法國             | 《漂亮朋友》         | 最佳男主角、最佳攝影、最佳剪輯                                           |
| 2        | 新加坡 · 德国               | 《一部未完成的電影》 | 最佳劇情片、最佳導演                                                     |
| 2        | 臺灣                        | 《由島至島》         | 最佳紀錄片、最佳音效                                                     |
| 1        | 臺灣                        | 《A面：我的一天》    | 最佳劇情短片                                                             |
| 1        | 香港 · 臺灣                 | 《顏色擷取樣本.mov》 | 最佳紀錄短片                                                             |
| 1        | 香港                        | 《房間裡的你》       | 最佳動畫短片                                                             |
| 1        | 臺灣 · 新加坡 · 法國        | 《白衣蒼狗》         | 最佳新導演                                                               |
| 1        | 香港                        | 《看我今天怎麼說》   | 最佳女主角                                                               |
| 1        | 臺灣                        | 《角頭—大橋頭》      | 最佳男配角                                                               |
| 1        | 臺灣                        | 《小雁與吳愛麗》     | 最佳女配角                                                               |
| 1        | 臺灣                        | 《BIG》              | 最佳新演員                                                               |
| 1        | 臺灣                        | 《女兒的女兒》       | 最佳原著劇本                                                             |
| 1        | 中国大陆 · 荷蘭             | 《沃土》             | 最佳改編劇本                                                             |
| 1        | 新加坡 · 臺灣 · 法國 · 美国 | 《默視錄》           | 最佳原創電影音樂                                                         |

## 評審名單
金馬獎評審作業分為初選、複選、決選三階段進行。

### 初選評審委員
| 評選類別   | 委員   | 身分                                               |
| ---------- | ------ | -------------------------------------------------- |
| 劇情短片類 | 卓亦謙 | 香港編劇、導演、金馬獎最佳新導演                   |
| 劇情短片類 | 林孝謙 | 導演、監製、編劇、作詞人                           |
| 劇情短片類 | 姚淳耀 | 演員                                               |
| 劇情短片類 | 殷振豪 | 導演、入圍金馬獎最佳新導演                         |
| 劇情短片類 | 張士達 | 資深媒體工作者、影評人                             |
| 劇情短片類 | 張亨如 | 導演、編劇、剪輯                                   |
| 劇情短片類 | 詹傑   | 影視及舞台編劇，金鐘獎最佳編劇                     |
| 劇情短片類 | 鄺珮詩 | 監製、策展人                                       |
| 劇情短片類 | 蘇珮儀 | 剪輯                                               |
| 動畫類     | 紀柏舟 | 導演、藝術總監、CEO                                |
| 動畫類     | 唐治中 | 製片                                               |
| 動畫類     | 張小踏 | 動畫導演、大學講師、插畫師、入圍金馬獎最佳動畫短片 |
| 紀錄類     | 王君琦 | 學者                                               |
| 紀錄類     | 李立劭 | 紀錄片導演                                         |
| 紀錄類     | 賀照緹 | 紀錄片導演、導演                                   |
| 紀錄類     | 潘達培 | 資深紀錄片編導                                     |
| 紀錄類     | 蔡崇隆 | 紀錄片導演、製片、金馬獎最佳紀錄片                 |
| 劇情長片類 | 卓男   | 影評人、策展人                                     |
| 劇情長片類 | 張煒珍 | 製片、監製                                         |
| 劇情長片類 | 郭敏容 | 策展人、製片                                       |
| 劇情長片類 | 湯昇榮 | 監製、製片                                         |
| 劇情長片類 | 靳家驊 | 導演、編劇                                         |
| 劇情長片類 | 劉國瑞 | 編劇、導演、金馬獎最佳新導演、金馬獎最佳原著劇本   |

### 複選及決選評審委員
| 委員   | 身分                                         | 複選委員 | 決選委員 |
| ------ | -------------------------------------------- | -------- | -------- |
| 九把刀 | 導演、編劇、監製                             |          |          |
| 林君陽 | 導演、攝影                                   |          |          |
| 袁建滔 | 動畫導演、編劇、金馬獎最佳動畫片             |          |          |
| 張煒珍 | 製片、監製                                   |          |          |
| 連奕琦 | 導演、編劇、監製                             |          |          |
| 陳大璞 | 導演、攝影指導                               |          |          |
| 賀照緹 | 紀錄片導演、導演                             |          |          |
| 黃美清 | 美術指導、金馬獎最佳美術設計                 |          |          |
| 黃衍仁 | 音樂人、唱作人、演員、金馬獎最佳原創電影音樂 |          |          |
| 謝盈萱 | 演員、金馬獎最佳女主角                       |          |          |
| 蘇文泰 | 剪輯                                         |          |          |
| 羅志良 | 香港導演、編劇、入圍金馬獎最佳導演           |          |          |
| 蕭雅全 | 導演、編劇、金馬獎最佳導演                   |          |          |
| 陳芯宜 | 導演、編劇                                   |          |          |
| 許芳宜 | 知名舞蹈家                                   |          |          |
| 李欣芸 | 音樂創作人、配樂家、編曲家、製作人           |          |          |

## 追思逝世影人
以下是追思影人的名單：
- 鄭佩佩——演員、製片人
- 元奎——導演、動作指導、演員
- 李麗麗——演員
- 凌音——演員
- 雷驤——導演、製片、作家、畫家
- 馬森——影評人、學者
- 葉龍彥——學者
- 黃凱宇——作曲家
- 詹宏達——作曲家
- 陳啟宏——攝影、側拍
- 張耀宗——剪接
- 莊麗——演員
- 馬精武——演員、學者
- 周海媚——演員
- 司馬中原——編劇、作家
- 卓明——影評人、演員
- 陳其遠——監製、製片人
- 林清溪——排片人
- 謝志華——製片人、演員
- 李濱——演員
- 林超榮——導演、編劇、演員、影評人
- 河國榮——演員
- 陳狄克——演員
- 廖駿雄——演員
- 顏國樑——演員
- 汪建民——演員
- 連燕石——攝影、導演
- 陸廣浩——配音、演員、導演
- 石班瑜——配音
- 陳世偉——動作指導、演員
- 蕭　亮——演員
- 李海生——演員、動作指導
- 徐少強——演員、動作指導
- 曾國峯——演員
- 張岫雲——演員
- 石　英——演員
- 張照堂——攝影、導演

## 典禮流程

### 頒獎嘉賓與獎項順序
| 頒獎人/引言人              | 頒發獎項/引言介紹電影                  |
| -------------------------- | -------------------------------------- |
| 楊貴媚、楊雁雁             | 最佳音效、最佳剪輯                     |
| 陳柏霖、王淨               | 最佳造型設計、最佳美術設計             |
| 王童                       | 年度台灣傑出電影工作者-李錫堅          |
| 曾敬驊、袁澧林             | 最佳新演員、最佳動畫短片               |
| 許光漢、吳君如             | 最佳原著劇本、最佳改編劇本             |
| 李安                       | 終身成就紀念獎-鄭佩佩                  |
| 許芳宜、謝盈萱             | 最佳動作設計、最佳紀錄短片、最佳紀錄片 |
| 龍天翔、蔡振南、高捷、太保 | 最佳男配角、最佳視覺效果               |
| 張震、林嘉欣               | 最佳女配角、最佳攝影                   |
| 朱延平                     | 終身成就獎-林文錦                      |
| 黃韻玲                     | 最佳原創電影音樂、最佳原創電影歌曲     |
| 關家永、王慶               | 最佳劇情短片、最佳新導演               |
| 阿部寬、張艾嘉             | 最佳導演                               |
| 關繼威                     | 最佳男主角                             |
| 吳慷仁、林品彤             | 最佳女主角                             |
| 李屏賓、譚家明             | 最佳劇情長片                           |

### 典禮表演節目
| 表演者（引言人）     | 表演（影片）名稱 | 表演（影片）內容                                              |
| -------------------- | ---------------- | ------------------------------------------------------------- |
|                      | 入圍電影集錦     |                                                               |
| 劉冠廷               | 序曲（揭開序幕） |                                                               |
| 王若琳               | 原創電影歌曲     | 王若琳〈鬼才出道〉《鬼才之道》                                |
| 9m88                 | In Memoriam      | Fred Astaire〈They Can't Take That Away From Me〉             |
| 安溥                 | 原創電影歌曲     | 安溥〈妳怎麼想〉《女兒的女兒》                                |
| 拉縴人少年兒童合唱團 | 原創電影歌曲     | 拉縴人少年兒童合唱團〈北方來的人〉《餘燼》                    |
| 魏如萱、黃宣         | 造夢的人         | 葛蘭〈卡門〉 張學友〈我Love你〉 Vaughn Monroe 〈Mr. Sandman〉 |

## 收視率
本屆金馬獎與世界棒球12強賽事撞期，收視率創下自2006年金馬獎（1.08）以來的新低。
- 電視和網路總收視人口：7,327,000人。

### 電視收視
- 頒獎典禮：全體平均收視(4+)1.71，收視人口1,806,000人，有效收視(15-44歲)1.42。
- 星光大道：全體平均收視(4+)0.62，收視人口641,000人，有效收視(15-44 歲)0.33。
- 電視總收視人口：2,447,000人

### 網路收視
- MyVideo收視人口3,110,000人，LINE TODAY收視人口1,770,000人，網路總收視人口4,880,000人。

### 頒獎段落
| 次序 | 收視率 | 收視人口 | 收視內容                                         |
| ---- | ------ | -------- | ------------------------------------------------ |
| 1    | 2.82   | 613000   | 王若琳、陳虹任以「鬼才出道」獲得最佳原創電影歌曲 |
| 2    | 2.68   | 582,000  | 「A面：我的一天」榮獲最佳劇情短片                |
| 3    | 2.61   | 568,000  | 福多瑪以電影「默視錄」奪下最佳原創電影音樂       |

### 星光大道段落
| 次序 | 收視率 | 收視人口 | 收視內容 |
| ---- | ------ | -------- | -------- |
| 1    | 1.08   | 235,000  | 黃宣受訪 |

## 外部連結
- 金馬獎官方網站 （页面存档备份，存于） （中文）（英文）
- 金馬影展官方APP(Android版)  （页面存档备份，存于）
- 金馬影展官方APP(iOS版) （页面存档备份，存于）
- 第61屆金馬獎入圍得獎名單 （页面存档备份，存于）
- 金馬影展 TGHFF的Facebook專頁
- goldenhorsefilmfestival的Instagram帳戶
- Taipei Golden Horse的X（前Twitter）
- YouTube上的TGHFF頻道